# Score (2Cellos)
Score è un album in studio del duo di musicisti croato-sloveno 2Cellos, pubblicato nel 2017. Il disco contiene musiche tratte da colonne sonore cinematografiche e televisive.

## Tracce
| N. | Titolo                        | Durata | Film                                               |
| -- | ----------------------------- | ------ | -------------------------------------------------- |
| 1  | Medley - Game of Thrones      | 5:03   | Il trono di spade                                  |
| 2  | May It Be                     | 3:56   | Il signore degli anelli - la compagnia dell'anello |
| 3  | For the Love of a Princess    | 5:11   | Braveheart                                         |
| 4  | Love Story                    | 3:24   | Love Story                                         |
| 5  | Cinema Paradiso               | 3:59   | Nuovo Cinema Paradiso                              |
| 6  | Moon River                    | 3:13   | Colazione da Tiffany                               |
| 7  | Love Theme - The Godfather    | 3:54   | Il Padrino                                         |
| 8  | My Heart Will Go On           | 5:44   | Titanic                                            |
| 9  | Theme - Rain Man              | 4:41   | Rain Man                                           |
| 10 | Cavatina                      | 3:43   | Il Cacciatore                                      |
| 11 | Malena                        | 4:10   | Malena                                             |
| 12 | Main Theme - Schindler's List | 4:22   | Schindler's List                                   |
| 13 | Titles - Chariots of Fire     | 3:30   | Momenti di gloria                                  |
| 14 | Now We Are Free               | 6:03   | Il gladiatore                                      |

## Formazione
- Luka Šulić
- Stjepan Hauser

## Classifiche

### Classifiche di fine anno
| Classifica (2017) | Posizione |
| ----------------- | --------- |
| Croazia           | 3         |